# Palaihnihtalen
De Palaihnihtalen (Engels: Palaihnih, Palaihnihan languages) zijn een familie van indiaanse talen die gesproken werden in het noordoosten van de Amerikaanse staat Californië door de Pit River-indianen en Atsugewi.
Tot de familie worden de volgende talen gerekend:
- Atsugewi (uitgestorven)
- Achumawi of Pit River Indian (8 sprekers)

De Palaihnihtalen maken deel uit van de hypothetische superfamilie van de Hokantalen. Binnen de Hokantalen zijn de Palaihnihtalen door sommigen gegroepeerd met de Shastatalen (als Shasta-Achomawi) of met de Shastatalen, Chimariko en Karok (als Kahi of Noordelijk Hokan).